# Sumpter Township (Michigan)
Pour les articles homonymes, voir Sumpter Township.
Sumpter Township est un township du comté de Wayne dans l'État américain du Michigan. Au recensement de 2010, la population du township était de 9 549 habitants. 

## Géographie
Selon le Bureau du recensement des États-Unis, le township a une superficie totale de 96,97 km2, dont 96,76 km2 de terre et 0,21 km2 d'eau. 

## Histoire
Le township de Sumpter a été désigné comme le township 4 S dans le rang 8 E du comté de Wayne. Le levé initial a été approuvé le 5 novembre 1819. Les terres fédérales du township de Sumpter ont commencé à être vendues à des particuliers dans les années 1830, avec une patente foncière accordée à Arthur Fuller le 4 avril 1833. 
Le township de Sumpter, y compris le township 4 au sud, du rang 8 à l'est, a été pris au township de Huron et érigé en un township séparé le 6 avril 1840, sous le nom de Huron-Ouest. Par la suite, le nom a été changé en celui de Sumter en l'honneur du général Thomas Sumter, héros de la guerre révolutionnaire, mais le greffier a inséré un "p" dans le nom, qui est resté Sumpter depuis. 
Le township a reçu ses premiers colons avant son départ du township de Huron. George Jewett, l'un des premiers assesseurs du township de Huron, a vécu dans ce qui est aujourd'hui Sumpter, et Ira P. Beach a été élu premier superviseur lors de l'érection du township de Sumpter. 

### Villages
Il y avait deux villages dans le township de Sumpter au XIXe siècle :
- West Sumpter - Le principal quartier d'affaires se trouvait à l'intersection de Karr Road et de Wear Road.
- Martinsville-Martinsville avait une église méthodiste wesleyenne, un bureau de poste, une cidrerie et, à la fin du XIXe siècle, une fabrique de voitures.

Il y avait également un hameau nommé Ellisville dans les années 1870. 